# Caunes-Minervois
Caunes-Minervois es una  comuna francesa y antigua villa fortificada de la Edad Media conocida por sus minas de mármol, situada en el departamento del Aude y la región de Languedoc-Roussillon, a medio camino entre Laure-Minervois y Lastours al pie de la Montaña Negra. 
A sus habitantes se les denomina con el gentilicio de Caunois.

## Demografía
| 1649 | 1681 | 1512 | 1550 | 1527 | 1476 |
| Para los censos de 1962 a 1999 la población legal corresponde a la población sin duplicidades (Fuente: INSEE [Consultar]) |      |      |      |      |      |

## Lugares de interés
- Abadía de Caunes-Minervois
- Minas de mármol
- Casco medieval fortificado de la localidad.